# 31e cérémonie des Victoires de la musique
La 31e cérémonie des Victoires de la musique a eu lieu le 12 février 2016 au Zénith de Paris et a été présentée par Virginie Guilhaume et Bruno Guillon.
Diffusée en direct sur France 2, elle a rassemblé 2,9 millions de téléspectateurs (14,7 % de part de marché),

## Performances
| Artiste(s)                   | Chanson(s)                                      |
| ---------------------------- | ----------------------------------------------- |
| Nekfeu                       | On verra                                        |
| Louane                       | Avenir                                          |
| Christine and the Queens     | Intranquilité                                   |
| Kendji Girac                 | Les yeux de la mama                             |
| Vianney                      | - On est bien comme ça - Quand j'étais chanteur |
| Fréro Delavega               | Ton visage                                      |
| Zaz                          | Si jamais                                       |
| Faada Freddy                 | We Sing in Time                                 |
| Hyphen Hyphen                | Just Need Your Love                             |
| Véronique Sanson             | Etrange comédie                                 |
| Hindi Zahra                  | The moon is full                                |
| Les Innocents                | J'ai couru                                      |
| Feu! Chatterton              | La Malinche                                     |
| Johnny Hallyday              | De l'amour                                      |
| Dominique A                  | Au revoir mon amour                             |
| The Avener & Phoebe Killdeer | Fade Out Lines                                  |
| Maitre Gims                  | Sapés comme jamais                              |
| Jain                         | Come                                            |
| Jeanne Added                 | Look at them                                    |
| Yael Naim                    | Dream in my head                                |

## Palmarès
Les gagnants sont indiqués ci-dessous en tête de chaque catégorie et en caractères gras.

### Artiste masculin de l'année

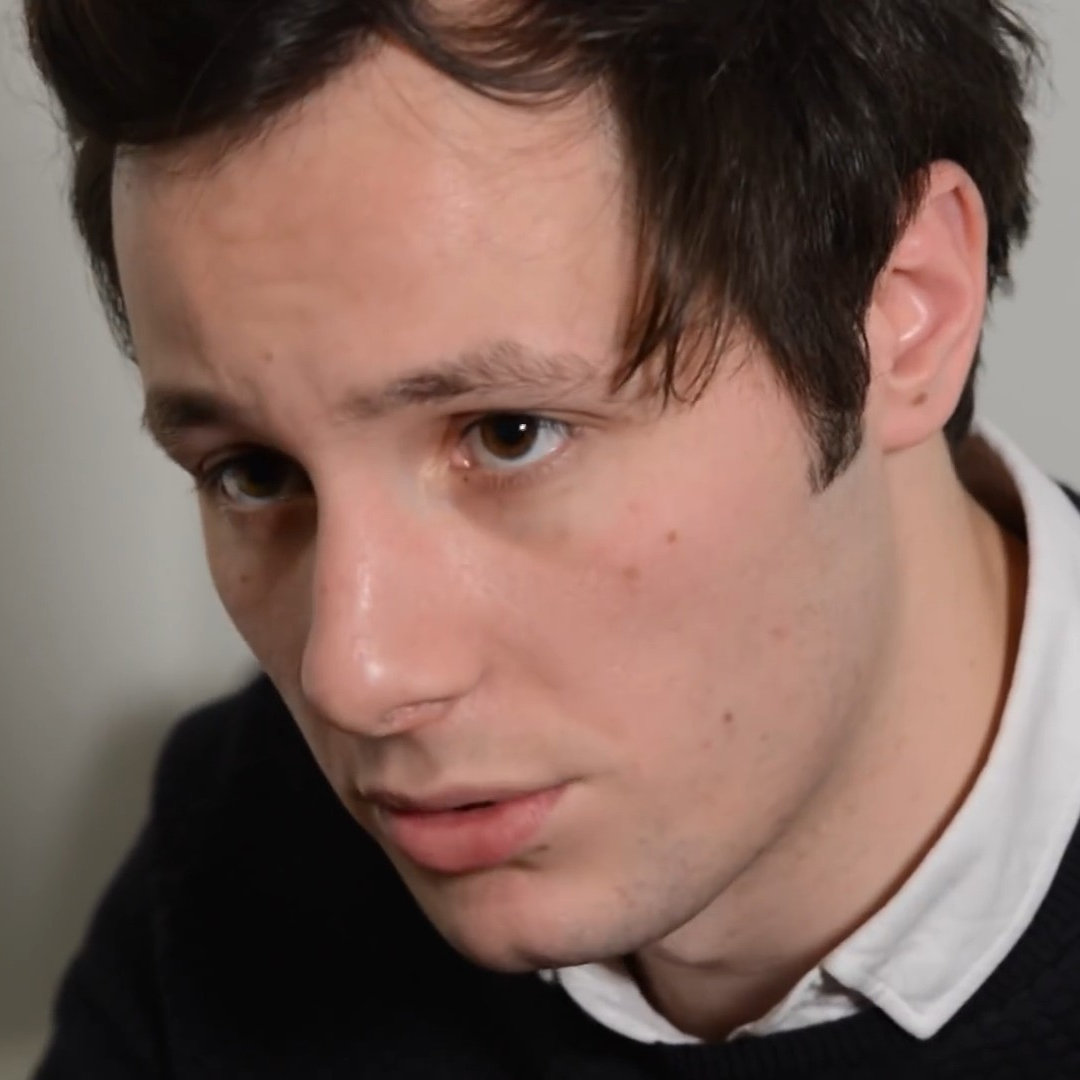
Vianney, l'artiste masculin

- Vianney
  - Dominique A
  - Kendji Girac

### Artiste féminine de l'année

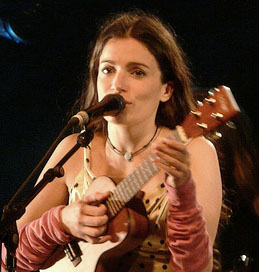
Yael Naim, l'artiste féminine

- Yael Naim
  - Véronique Sanson
  - Zaz

### Album révélation de l'année
- Chambre 12, de Louane
  - Be Sensational, de Jeanne Added
  - Zanaka, de Jain

### Révélation scène de l'année
- Hyphen Hyphen
  - Faada Freddy
  - Feu! Chatterton

### Album de chansons de l'année
- De l'amour, de Johnny Hallyday
  - Des ombres et des lumières, de Fréro Delavega
  - Older, de Yael Naim

### Album rock de l'année
- Mandarine, des Innocents
  - Lay Low, de Lou Doillon
  - Let It Glow, de Rover

### Album de musique urbaine de l'année
- Feu, de Nekfeu
  - D.U.C, de Booba
  - NGRTD, de Youssoupha

### Album de musiques du monde de l'année
- Homeland, d'Hindi Zahra
  - Racines, de Tiken Jah Fakoly
  - Musique de Nuit, de Ballaké Sissoko et Vincent Segal

### Album de musiques électroniques ou dance de l'année
- The Wanderings of the Avener, de The Avener
  - St Germain, de St Germain
  - Chemicals, de The Shoes

### Chanson originale de l'année
- Sapés comme jamais, de Maître Gims (auteur et compositeur : Maître Gims, Niska, Dany Synthé)
  - De l'amour, de Johnny Hallyday (auteur : Christophe Miossec - compositeur : Yodelice)
  - Avenir, de Louane (auteur et compositeur : Quentin Capron, Louane Emera)
  - On verra, de Nekfeu (auteur : Nekfeu - compositeur : Benjamin Sellette)

### Spectacle musical, tournée ou concert de l'année
- Christine and the Queens pour sa tournée des Zéniths
  - Louis, Matthieu, Joseph et Anna Chedid à l'Olympia, à l'Opéra Garnier et en tournée
  - The Dø, Shake, Shook, Shaken Tour, au Zénith, à l'Olympia et en tournée

### Vidéo-clip de l'année
- Christine, de Christine and the Queens
  - Quand c'est ?, de Stromae
  - Miracles, de The Dø

## Victoires d'honneur
- William Sheller pour ses quarante ans de carrière[2]. Un hommage lui est rendu par la reprise de trois de ses succès par Louane, Jeanne Cherhal et Véronique Sanson[3].

## Statistiques

### Nominations multiples
- 2  : 
  - Christine and the Queens
  - The Dø
  - Johnny Hallyday
  - Louane
  - Yael Naim
  - Nekfeu

### Récompenses multiples
- 2  :
  - Christine and the Queens